# Monte Rosso (Alpi Biellesi)
Il monte Rosso (mount Rous in patois fontainemorain - 2.374 m s.l.m.) è una vetta delle Alpi Biellesi.
È situato tra la Valle Cervo e la Valle del Lys. Sulla cima convergono il territorio comunale di Fontainemore, quello di Biella e un'isola amministrativa montana di Pollone.

## Toponimo
Il toponimo ufficiale in patois di Fontainemore, Mount Rous, fa riferimento al colore fulvo.

## Descrizione
La montagna si trova alla convergenza di tre creste, due delle quali collocate sul crinale spartiacque Cervo - Lys. Di esse quella settentrionale scende al colle della Barma per poi risalire alla cima omonima, mentre quella occidentale collega il Rosso con il mont Mars tramite il col de Chardon (2.297 m s.l.m.).
La terza cresta si diparte invece dallo spartiacque principale in direzione sud e fa parte del costolone che separa la conca di Oropa dalla Valle dell'Elvo e che comprende anche il Monte Mucrone.
Sul versante meridionale del Rosso, si situa il lago del Rosso, un piccolo specchio d'acqua a circa 2180 metri di quota.
Il panorama dalla vetta della montagna è molto ampio sia verso la pianura che verso la catena alpina e in particolare offre un buon punto di vista sul Monte Rosa.

## Accesso alla cima
Il Monte Rosso può essere raggiunto a partire da Oropa Sport, stazione di monte della cabinovia proveniente dal Santuario di Oropa, seguendo il sentiero D23 fino al laghetto del Rosso ed abbandonandolo poco dopo per una traccia che risale prima il versante sud-ovest della montagna e poi la sua cresta meridionale.

## Eventi sportivi
Attorno alla montagna a partire dal 1948 si svolge una gara di sci alpinismo a tecnica classica chiamata Periplo del Rosso.

## Protezione della natura

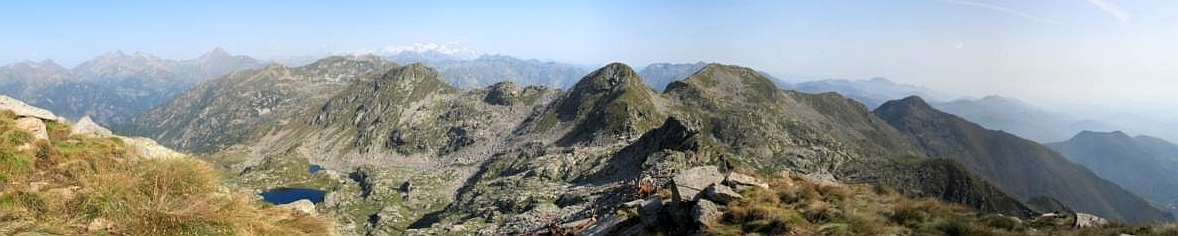
Panorama dal Rosso verso nord, con al centro il Monte Rosa

Come tutta la conca di Oropa, le pendici sud-orientali della montagna sono state incluse nel 2005 nella Riserva naturale speciale del Sacro Monte di Oropa, mentre il versante che guarda verso Fontainemore rientra nella Riserva naturale Mont Mars.

## Punti di appoggio
- Rifugio Delfo e Agostino Coda
- Rifugio Barma